# Hugo Hepding
Hugo Hepding (* 7. September 1878 in Ulrichstein (Vogelsberg); † 24. September 1959 in Gießen) war ein deutscher Klassischer Philologe, Volkskundler und Bibliothekar.

## Leben
Hepding wurde als Sohn des Pfarrers Gustav Adolf Hepding geboren und ging auf das Gymnasium in Gießen. Er studierte Klassische Philologie, Germanistik und Volkskunde an den Universitäten Bonn und Gießen. 1902 legte er das Staatsexamen ab. 1903 wurde er bei Albrecht Dieterich und Richard Wünsch mit der Dissertation „Der Attiskult“ promoviert. 1904/1905 erhielt er das Reisestipendium des Deutschen Archäologischen Instituts. Zwischen 1906 und 1914 nahm er als Mitarbeiter von Wilhelm Dörpfeld an sechs Grabungskampagnen in Pergamon teil. 1910 wurde er in Gießen für Klassische Philologie und Volkskunde habilitiert, 1915 zum außerordentlichen Professor ernannt. Er hielt Vorlesungen zu Themen der griechischen Philologie, der Epigraphik und der antiken Religion. Von 1915 bis 1918 nahm er am Ersten Weltkrieg teil, in dessen Verlauf er 1915 an der Karpatenfront schwer an Typhus erkrankte. Hepdings Hauptberuf war jedoch der des Bibliothekars: 1902 trat er als Volontär in die Universitätsbibliothek Gießen ein, wurde noch im gleichen Jahr Hilfsbibliothekar, 1912 wurde er Bibliothekar, 1924 Oberbibliothekar an der Universitätsbibliothek Gießen. Von 1919 bis 1930 war Hepding Mitglied der liberaldemokratischen Deutschen Demokratischen Partei. 1941 wurde ihm aufgrund seiner demokratischen Vergangenheit und der Mitgliedschaft in der Bekennenden Kirche vom NS-Regime die Lehrberechtigung entzogen.
Nach dem Ende des Zweiten Weltkriegs war Hepding Mitgründer der CDU in Gießen. Von 1945 bis zu seiner Pensionierung 1949 leitete er als Direktor den Wiederaufbau der im Krieg zerstörten Universitätsbibliothek Gießen. 1946 erhielt er die 1941 entzogene Lehrbefugnis zurück. 1948 beteiligte er sich an der Wiedergründung der Burschenschaft Alemannia Gießen, der er 1896 als Student beigetreten war.

## Werk
Sein wichtigstes Werk auf dem Gebiet der Altertumswissenschaften bildet sein Buch zu den Mythen und dem Kult des Attis. Seine wissenschaftliche Hauptbedeutung liegt jedoch auf dem Gebiet der Volkskunde, besonders seiner hessischen Heimat. Er arbeitete an Paulys Realencyclopädie der classischen Altertumswissenschaft und am Handwörterbuch des deutschen Aberglaubens mit und war Mitherausgeber der Hessischen Blätter für Volkskunde.

## Ehrungen
- 1916: Eisernes Kreuz II. Klasse
- 1917: Hessische Tapferkeitsmedaille
- 1953: Jubiläums-Doktordiplom
- 1956: Ehrensenator der Universität Gießen
- 1959: Ehrenbürger der Stadt Gießen
- 1963: Büste Hepdings, vom Bildhauer Carl Bourcarde (1899–1994), in der Universitätsbibliothek

## Schriften (Auswahl)
- Attis, seine Mythen und sein Kult. Gießen 1903 (= Dissertation), Religionsgeschichtliche Versuche und Vorarbeiten 1 (Digitalisat)
- mit Heinrich Schneider (Hrsg.): Verzeichnis der in der Großherzoglichen Universitätsbibliothek zu Gießen vorhandenen Missionsschriften. Gießen 1913
- Ostereier und Osterhase, in: Hessische Blätter für Volkskunde 26, 1927, S. 127–141